# Allan Oras
Allan Oras (ur. 20 grudnia 1975 w Tartu) – estoński kolarz górski i szosowy, złoty medalista mistrzostw Europy MTB.

## Kariera
Największy sukces w karierze Allan Oras osiągnął w 2009 roku, kiedy zdobył złoty medal w maratonie podczas mistrzostw Europy MTB w Zoetermeer. W zawodach tych wyprzedził dwóch swoich rodaków: Kalle Kriita oraz Caspara Austę. W maratonie zajął ponadto 39. miejsce na MŚ w Lillehammer w 2005 roku oraz rozgrywanych sześć lat później MŚ w Montebelluna. Oras startuje także w wyścigach szosowych, jest między innymi wielokrotnym medalistą mistrzostw Estonii. Nigdy też nie startował na igrzyskach olimpijskich.